# Centrale hydroélectrique de Rusumo
La centrale hydroélectrique de Rusumo est une centrale hydroélectrique au fil de l'eau en construction au Rwanda, avec une puissance installée de 80 MW,.
La Banque mondiale a annoncé le 6 août 2013 qu'elle avait approuvé des prêts totalisant 340 millions de dollars américain sur les 468,60 millions de dollars nécessaires au projet. En novembre 2013, la Banque africaine de développement a approuvé un prêt de 113 millions de dollars pour l'achèvement du projet,.

## Emplacement
La centrale électrique est sur la rivière Kagera, le long de la frontière du Rwanda avec la Tanzanie et à environ 2 kilomètres en aval du tripoint où les deux pays partagent une frontière commune avec le Burundi. Le site se trouve à Rusumo Falls, près de la ville de Rusumo, à environ 160 kilomètres, par la route, au sud-est de Kigali, la capitale et la plus grande ville du Rwanda. Les chutes de Rusumo sont à environ 65 kilomètres, par la route, au sud-est du siège provincial à Kibungo. Les coordonnées approximatives de la centrale électrique sont: 2 ° 22'56.0 "S, 30 ° 47'00.0" E (Latitude: -2,382222; Longitude: 30,783333).

## Autres considérations
L'énergie produite sera partagée à parts égales entre les pays du Burundi, du Rwanda et de la Tanzanie. L'électricité sera évacuée de l'usine de production via des lignes de transport de 220 kilovolts vers des stations de transport à Gitega (Burundi) sur une distance de 158 kilomètres, Kigali (Rwanda), à 115 kilomètres et Nyakanazi (Tanzanie) à une distance de 98 kilomètres.

## Travaux récents
En novembre 2016, deux contrats qui ont ouvert la voie à la construction de la centrale électrique ont été signés à Kigali, au Rwanda. Le premier contrat était entre Rusumo Power Company Limited et un consortium d'entrepreneurs qui comprenait une coentreprise composée de CGCOC Group Limited et de Jiangxi Water & Hydropower Construction Company Limited. Ce contrat prévoit la réalisation de travaux de génie civil, y compris la fourniture et l'installation d'équipements hydro-mécaniques.
Le deuxième contrat a été signé entre Rusumo Power Company Limited et un consortium d'entreprises, dont Rusumo Falls Andritz Hydro GmbH d' Allemagne et Andritz Hydro PVT Limited d'Inde, pour réaliser des travaux mécaniques et électriques pour la production d'électricité.
En novembre 2016, le coût prévu du projet est de 340 millions de dollars, à financer par la Banque mondiale. Les trois lignes de transport à haute tension qui évacueront l'électricité produite devraient coûter 121 millions de dollars, financés par la Banque africaine de développement. La construction devrait commencer en janvier 2017.

## Construction
La cérémonie d'inauguration a eu lieu à Ngara, en territoire tanzanien, le 30 mars 2017, en présence de représentants du gouvernement des trois pays bénéficiaires ; tous les membres de la Communauté d'Afrique de l'Est. La centrale électrique appartient à Rusumo Power Company Limited (RPCL), une société de véhicules à usage spécial, détenue par les trois pays.
Deux entrepreneurs ont été sélectionnés pour le projet. Une coentreprise entre le Groupe CGCOC et Jiangxi Water & Hydropower Construction Company Limited est responsable des travaux de génie civil, tandis que ANDRITZ Hydro d'Allemagne et d'Inde est responsable des travaux électromécaniques.
L'unité de coordination du NELSAP-CU met en œuvre le projet pour le compte des propriétaires. L'achèvement et la mise en service commerciale sont attendus en 2020. Les travaux de construction de ce projet ont été estimés à 35% en février 2019 et à 59% en janvier 2020, l'achèvement étant toujours prévu en 2020,.

## Voir également
- Liste des centrales électriques au Rwanda
- Province de l'Est, Rwanda
- District de Kirehe